# Gachetá (ort)
Gachetá är en ort i Colombia.   Den ligger i departementet Cundinamarca, i den centrala delen av landet, 50 km öster om huvudstaden Bogotá. Gachetá ligger 1 744 meter över havet och antalet invånare är 4 088.
Terrängen runt Gachetá är bergig åt nordväst, men åt sydost är den kuperad. Gachetá ligger nere i en dal. Runt Gachetá är det ganska tätbefolkat, med 52 invånare per kvadratkilometer. Gachetá är det största samhället i trakten. Omgivningarna runt Gachetá är en mosaik av jordbruksmark och naturlig växtlighet.